# Claudia Pulchra
Claudia Pulchra (14 av. J.-C. - 26) est une patricienne de la Rome antique qui a vécu pendant les règnes des empereurs romains Auguste et Tibère.

## Biographie

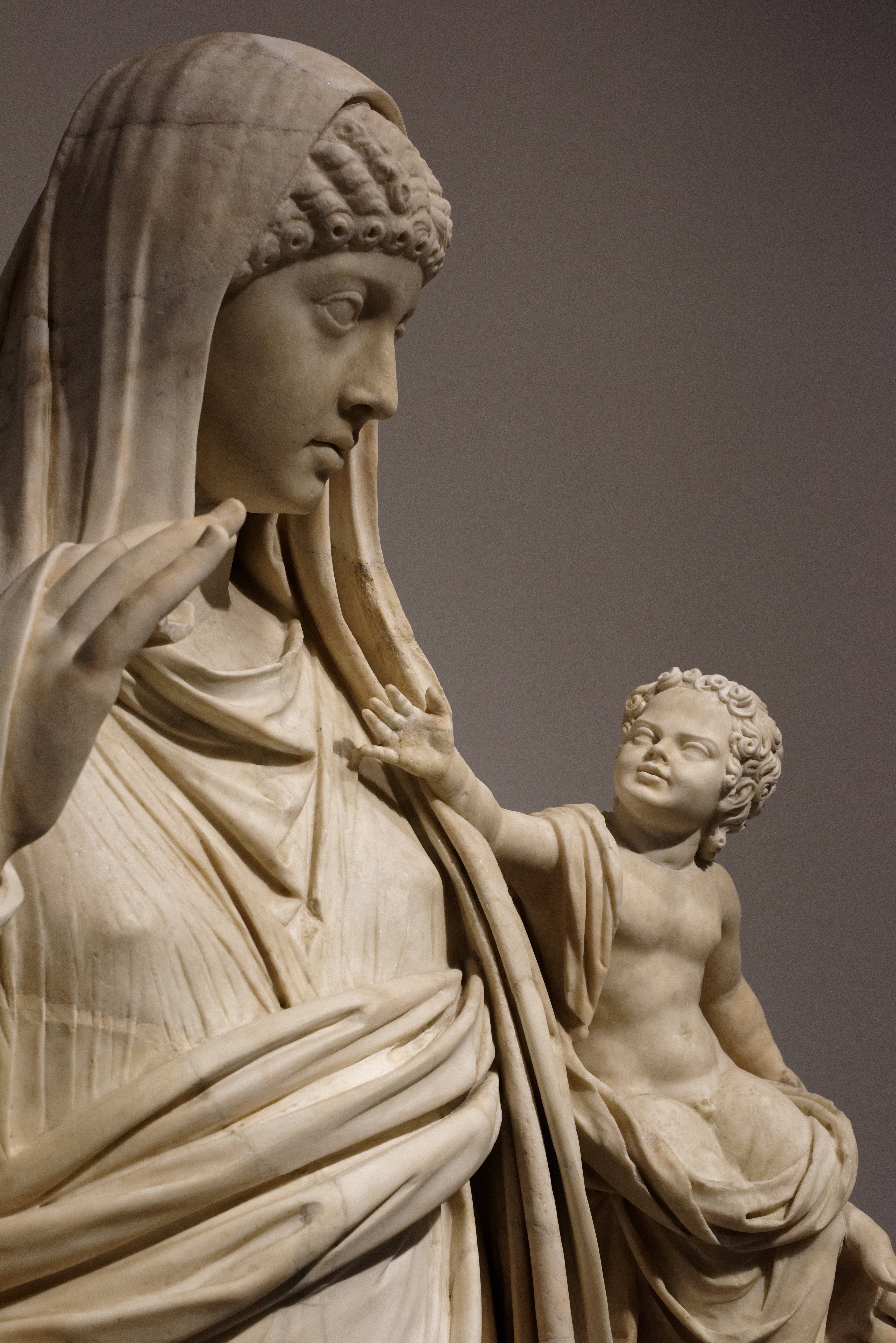
Messaline, nièce de Claudia Pulchra et épouse de l'Empereur Claude, avec son fils Britannicus.

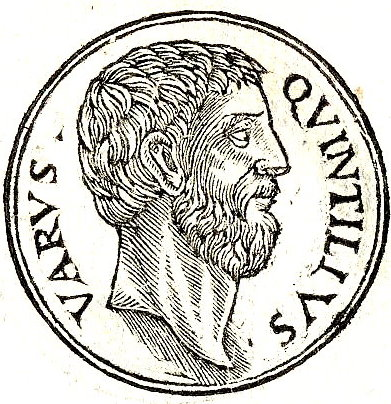
Varus le Jeune, fils de Claudia Pulchra.

Elle est la fille de Claudia Marcella Minor et du consul romain en l'an 12 AC, Marcus Valerius Messalla Appianus. Elle a un frère plus jeune, Marcus Valerius Messalla Barbatus, le père de Valeria Messaline qui est sa nièce et qui devient la femme de l'Empereur romain Claude. Ses grands-parents maternels sont le consul Gaius Claudius Marcellus et Octavie la Jeune, sœur d'Auguste. Par conséquent, elle est une petite-nièce d'Auguste.
Elle devient la troisième épouse du général et homme politique romain Publius Quinctilius Varus. Leur fils Varus le Jeune est également appelé Publius Quinctilius Varus. Son mari se suicide en 9 ap. J.-C. au cours de la bataille de la forêt de Teutoburg, en Germania inférieure et elle ne se remarie jamais.
Pulchra est une amie proche de sa cousine germaine Agrippine l'Aînée. En raison de son amitié avec Agrippine, Pulchra devient la victime des intrigues lors du procès de Séjan en l'an 26. Domitius Afer l'accuse d'une tentative d'empoisonnement de Tibère, et de pratiquer magie et immoralité. Elle meurt en exil. L'historien romain Tacite considère le procès comme une attaque politique indirecte contre Agrippina.
Son fils devient riche grâce à l'héritage de ses deux parents. En 27, cependant, le jeune Varus se voit confronté à des accusations de trahison et est presque condamné. Son procès est attribué à la méfiance croissante de Tibère envers son environnement et aux machinations de Sejanus,.